# Roddi
Roddi là một đô thị tại tỉnh Cuneo trong vùng Piedmont của Italia, vị trí cách khoảng 50 km về phía đông nam của Torino và khoảng 45 km về phía đông bắc của Cuneo.

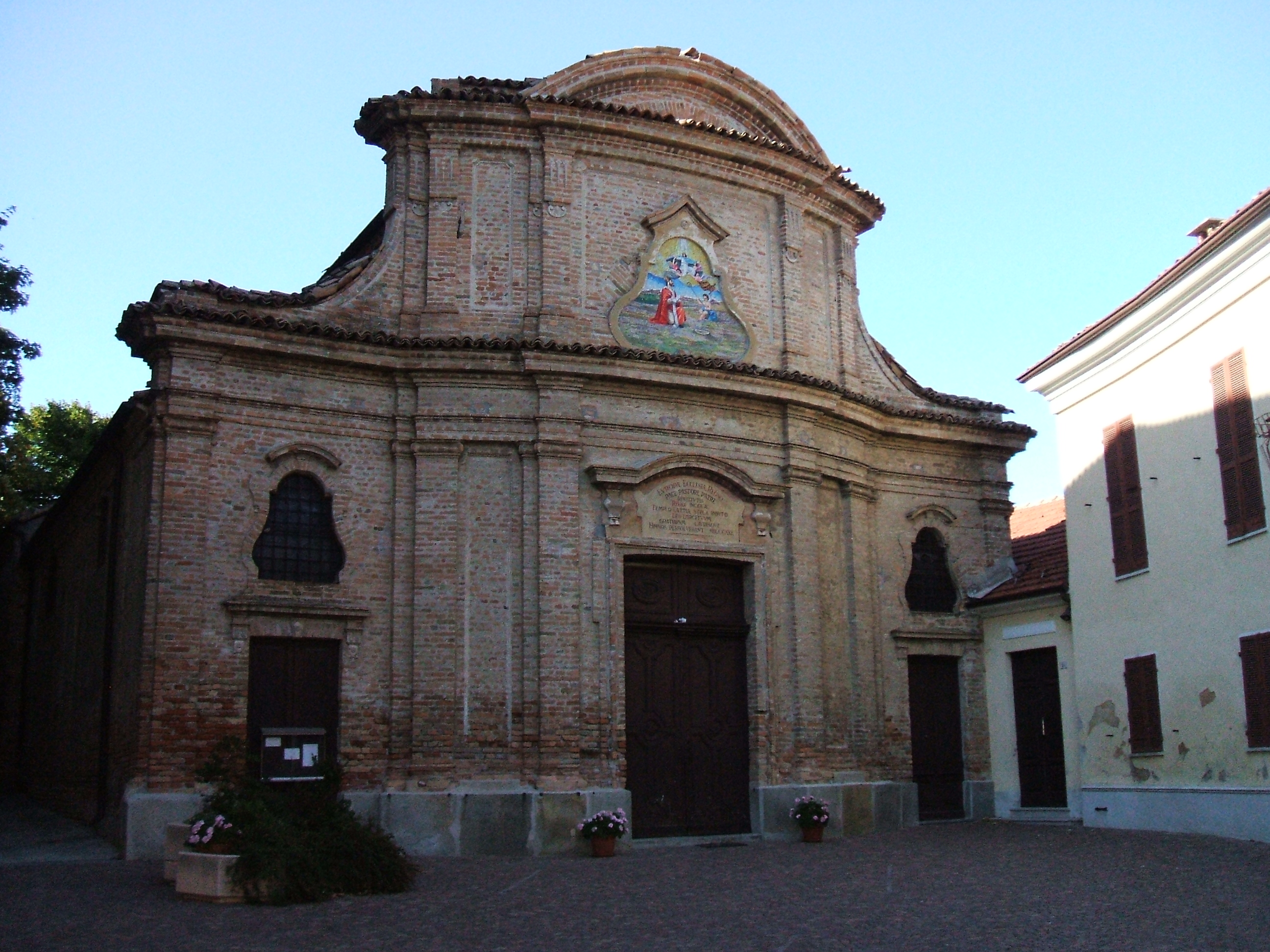
Nhà thờ giáo khu Santa Maria Assunta

Tại thời điểm ngày 31 tháng 12 năm 2004, đô thị này có dân số 1.426 người và diện tích 9,4 km².
Roddi giáp các đô thị: Alba, La Morra, Monticello d'Alba, Santa Vittoria d'Alba và Verduno.